# Hans Leo Hassler
Hans Leo Hassler von Roseneck (även Haßler eller Hasler), född 25 oktober 1564 i Nürnberg, död 5 juni 1612 på en resa till Frankfurt am Main, var en tysk tonsättare, organist, urmakare och affärsman som gick i lära hos kompositören  Andrea Gabrieli. Han var verksam i Augsburg, Dresden och på andra orter.
Hassler studerade i Venedig, och var bland annat i tjänst hos kejsar Rudolf II i Prag och organist vid kurfustliga kapellet i Dresden. Han var sin tids mest betydande tyske tonsättare, med såväl världsliga som kyrkliga verk, präglade av melodirikedom, välljud och konstrik utformning i förening med omedelbar uttryckskraft.

## Kompositioner
- O huvud, blodigt, sårat  (nummer 144 i Den svenska psalmboken 1986). Melodin skrevs ursprungligen till en världslig sång med texten ”Mein G’müt ist mir verirrert von einer Jungfrau schön”, men fick ganska snart den andliga texten ”O, Haupt voll Blut und Wunden”. När jag den törnekrona (nummer 454 i Den svenska psalmboken 1986) sjungs till samma melodi.